# Massa i pes

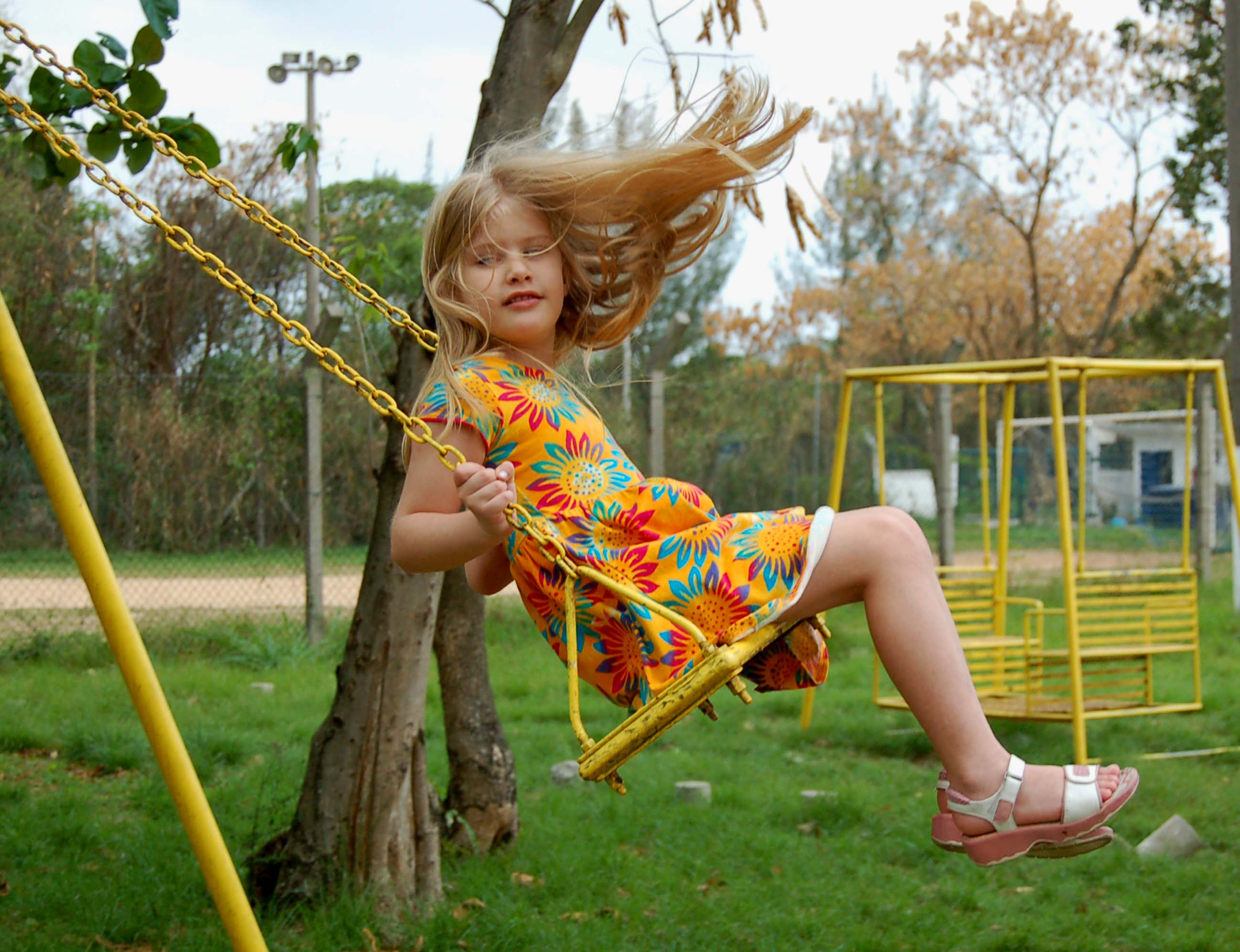
Les cadenes del gronxador sostenen tot el pes de la nena. Si un s'aturés darrere d'ella a la base de l'arc i tractés de detenir-la, les mateixes estarien actuant contra la inèrcia de la nena, que existeix a causa de la seva massa no del seu pes.

Massa i pes són diferents propietats, que es defineixen en l'àmbit de la física. La massa és una mesura de la quantitat de matèria que té un cos mentre que el pes és una mesura de la força que és causada sobre el cos pel camp gravitatori.
Per tant, la massa d'un objecte no canviarà de valor sigui quina sigui la ubicació que tingui sobre la superfície de la Terra (suposant que l'objecte no està viatjant a velocitats relativistes pel que fa a l'observador); això no obstant, si l'objecte es desplaça de l'equador al pol Nord, el seu pes augmentarà aproximadament 0,5% a causa de l'augment del camp gravitatori terrestre al Pol. De forma anàloga, en el cas d'astronautes que es troben en condicions de microgravetat, no cal fer cap esforç per aixecar objectes del pis del compartiment espacial, ja que "no pesen res". No obstant això, atès que els objectes en microgravetat encara tenen la seva massa i inèrcia, un astronauta ha d'exercir una força deu vegades més gran per accelerar un objecte de deu quilograms a la mateixa taxa de canvi de velocitat que la força necessària per accelerar un objecte d'un quilogram.
A la Terra, una simple gronxador pot servir per il·lustrar les relacions entre força, massa i acceleració en un experiment que no està influït de manera apreciable pel pes, la força vertical descendent. Si ens parem darrere d'un adult gran que està assegut al gronxador detingut i li donem una forta empenta, l'adult s'accelerarà de manera relativament lenta i el gronxador només es desplaçarà una distància reduïda cap endavant abans de començar a moure's cap enrere. Si s'exercís la mateixa força sobre un nen petit que estigués assegut al gronxador, es produiria una acceleració molt més gran, ja que la massa del nen és molt menor que la massa de l'adult.

## Consideracions

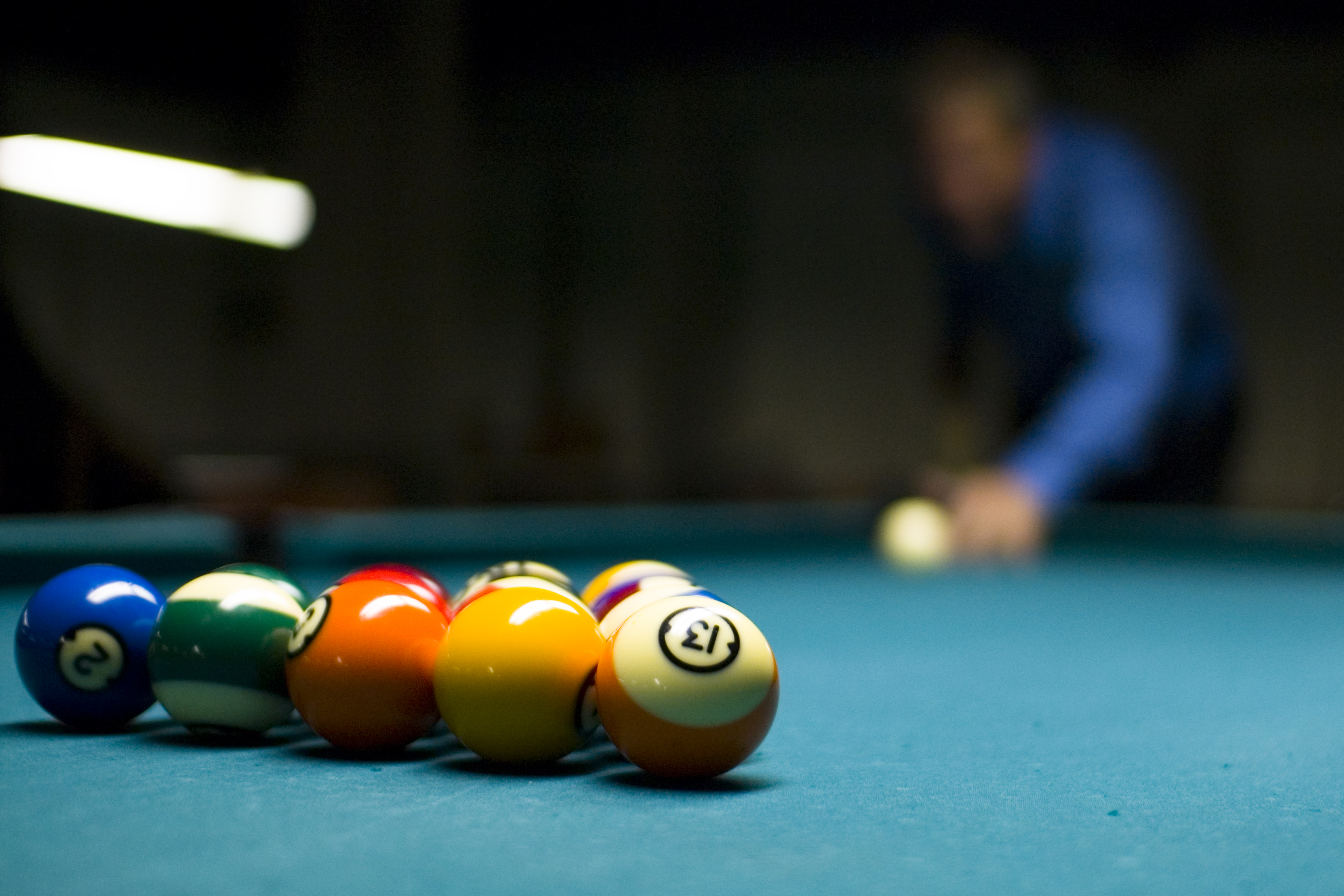
En situacions quotidianes, la massa de la matèria influeix de manera important sobre nombroses propietats cinemàtiques.

La massa es correspon amb el concepte comú de com de pesant és un objecte. Però, en realitat la massa és una propietat inercial, és a dir la tendència d'un objecte a romandre en moviment amb una velocitat constant a menys que una força externa actuï sobre ell. Segons la Segona llei de Newton, expressada per la fórmula {\displaystyle F=ma} un objecte amb una massa (m) d'un quilogram patirà una acceleració (a) d'un metre per segon al quadrat (aproximadament un dècim de l'acceleració causada per la gravetat terrestre) quan actuï sobre el mateix una força (F), d'un newton.
La inèrcia es pot percebre quan s'empeny una bola de bitlles en forma horitzontal en una superfície suau horitzontal. Això és molt diferent del "pes", que és la força gravitacional descendent de la bola de bitlles que hem contrarestar per aixecar la bola des del terra. Per exemple, el pes d'un astronauta a la Lluna és aproximadament un sisè del seu pes quan està a la Terra, encara que la seva massa no ha canviat de manera apreciable durant el viatge. Per tant, atès que la física de la cinètica de xocs (massa, velocitat, inèrcia, xocs inelàstics i elàstics) domina i la influència de la gravetat és un factor menor, el comportament dels objectes roman inalterat encara en llocs en què la gravetat és relativament feble. Per exemple, les boles de billar en una taula de billar es dispersen i reboten amb les mateixes velocitats i energies després d'un cop de manera semblant en la Terra i en la Lluna, però a la Lluna cauran dins de les cistelles de la taula de manera molt més lenta.

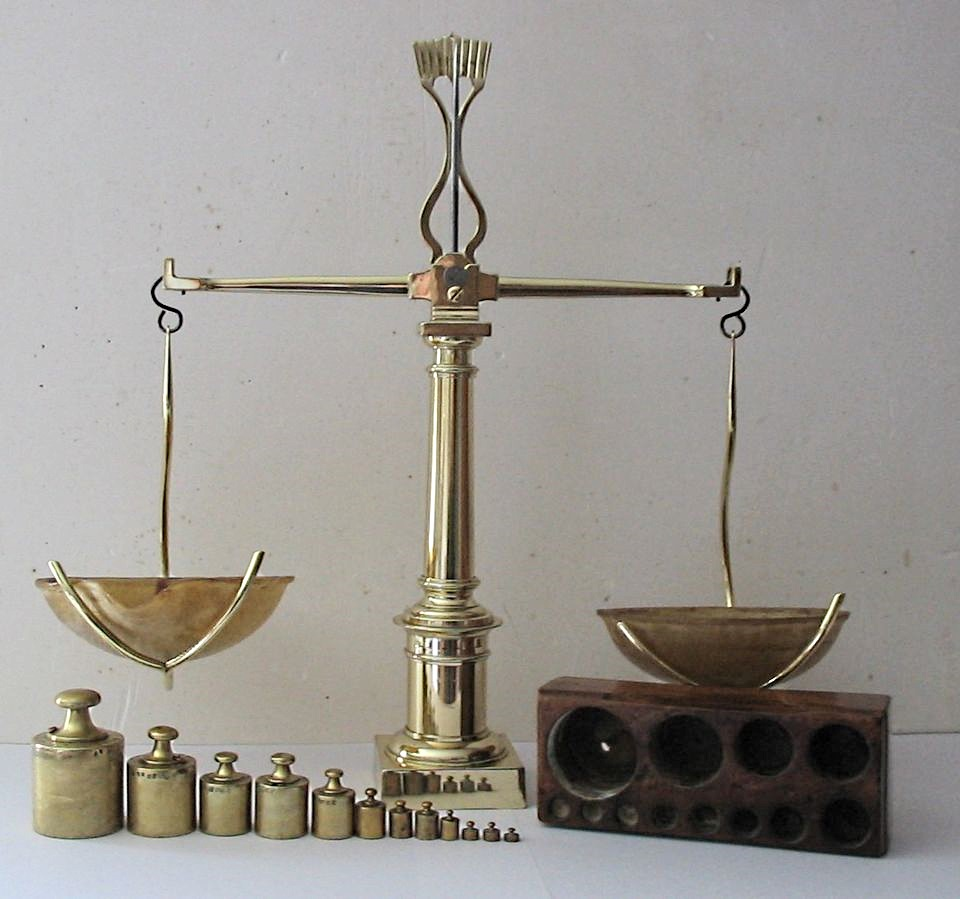
Una balança de platets; aquest tipus d'aparell no queda afectat per la intensitat de la gravetat.

En les ciències físiques, els termes "massa" i "pes" es defineixen de manera clara com a mesures diferents per promoure claredat i precisió. En l'ús quotidià, ja que totes les masses en la Terra tenen pes i que aquesta relació és en general altament proporcional, el "pes" sovint serveix per descriure ambdues propietats i el seu significat depèn del context. Per exemple, en el comerç, el "pes net" dels productes posats a la venda en realitat es refereix a la massa i és correctament expressat en quilograms o lliures.
Com que la massa i el pes són unitats diferents, tenen diferents unitats de mesura. En el Sistema Internacional d'Unitats (SI), el quilogram és la unitat de massa, i el newton és la unitat de força.

## Tipus de balances i que és el que mesuren

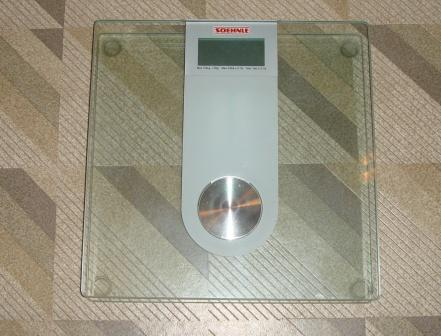
Balança de bany que utilitza una cel·la de càrrega: el mesurament depèn de la intensitat de la gravetat.

Des d'un punt de vista tècnic, cada vegada que algú es para sobre una bàscula de contrapesos (o balança romana) en el consultori d'un metge, el que en realitat es mesura és la seva massa. Això és perquè en aquest tipus de balances (comparadors de massa de "doble plat") es compara el pes de la massa en la plataforma amb el d'uns contrapesos que llisquen sobre el braç amb marques; la gravetat és només el mecanisme que genera la força que permet que l'agulla es desplaci pel que fa a la posició d'equilibri o "balanç" (zero). Aquest tipus de balances poden ser desplaçades des de l'equador als pols i no indicar variacions en les seves lectures; són immunes a la força centrífuga que genera la Terra al girar sobre el seu eix, força que contraresta la gravetat.
D'altra banda, cada vegada que algú es para sobre balances que utilitzen ressorts o cel·les de càrrega digitals, tècnicament el que mesuren és el seu pes, la força causada per la força de gravetat. En el cas d'instruments que mesuren força, com els descrits amb anterioritat, les variacions en la intensitat de la gravetat afecten la seva mesura. Des d'un punt de vista pràctic, quan s'usen balances que mesuren forces en el comerç o en hospitals, les mateixes han de ser calibrades i certificades en el lloc en que s'utilitzen de manera que mesuren massa, expressada en quilograms o lliures, amb el nivell de precisió desitjat.